# Heurté de Saxe
Le Heurté de Saxe (en allemand : Sächsische Schnippe) est une race de pigeon domestique originaire d'Allemagne. C'est une race classée comme pigeon de couleur.

## Origine
Le Heurté de Saxe est originaire de Saxe, en Allemagne. Son nom « Heurté » vient de la petite tâche colorée en forme de poire inversée sur son front appelée « heurte ».

## Description
C'est un oiseau à la forme élégante et entièrement blanc, sauf pour la « heurte » et la queue qui sont colorées. Peu de couleurs sont visibles chez cette race : noir, bleu, rouge et jaune. Le Heurté de Saxe est bas sur pattes, avec la poitrine arrondie et le dos long et large. Les yeux ont l'iris foncé sur une tête au front bombé. La tête peut être lisse ou à coquille, c'est-à-dire avoir une petite couronne de plume implantées au niveau de la nuque. Les pattes sont dites emplumées car entièrement recouvertes de plumes,.

## Élevage
La présence des pattes fortement emplumées demande un soin particulier. En période de reproduction, les plumes des pattes doivent être coupées sinon l'éleveur court le risque de voir les œufs ou les oisillons éjectés du nid par les parents. Et pour conserver de belles plumes, la volière doit être aménagée en conséquence : perchoirs suffisamment grands et un sol doux (sable ou copeaux de bois fins).
Avec l'évolution des sélections, la variété à tête lisse est rare ; les éleveurs privilégiant la variété à coquille.

## Standard
Classée dans la catégorie des pigeons de couleur, le standard de la race est géré par l'Allemagne (D/0472). L'oiseau doit être bagué avec une bague de 11 mm.

## Autres races de Heurtés
Deux autres races de Heurtés, également d’origine allemande, peuvent être trouvées : le Heurté d'Allemagne du sud et le Heurté de Thuringe. Contrairement au Heurté de Saxe, ces deux races ont les pattes lisses. Ils ne peuvent être confondus avec celui de Saxe,.